# Hemisphaerodromia
Hemisphaerodromia is een geslacht van kreeftachtigen uit de klasse van de Malacostraca (hogere kreeftachtigen).

## Soort
- Hemisphaerodromia monodous (Stebbing, 1918)